# Spółdzielnia Pszczelarska APIS w Lublinie
Spółdzielnia Pszczelarska APIS w Lublinie (nazwa skrócona: APIS) – producent miodów, miodów pitnych, węzy mająca swoją siedzibę w Lublinie. 
Jest najstarszą istniejącą spółdzielnią pszczelarską w Polsce. Nazwa pochodzi od łacińskiej nazwy pszczoły: Apis mellifera oraz od imienia egipskiego świętego byka Apisa.

## Historia
Spółdzielnia została zawiązana 18 maja 1932 pod nazwą Związek Pszczelarzy. Do wybuchu II wojny światowej urządzono miodosytnię i rozpoczęto produkcję miodów pitnych na dużą skalę. Produkty spółdzielni otrzymały nagrody na zagranicznych na wystawach i kongresach, m.in. w Belgradzie – 1934, w San Antonio – 1936 i w Chicago – 1938.
26 czerwca 1942 podjęto uchwałę zmieniającą nazwę spółdzielni na Apis – Spółdzielnia Handlowo-Przetwórcza z o. u.. W latach 1941–1942 zainwestowano w zakład przetwórczy w centrum Lublina przy ulicy Staszica 5. Przejście frontu wojennego przez Lubelszczyznę w 1944 roku spowodowało poważne zniszczenia zakładu produkcyjnego rozleglejsze aniżeli w działaniach wojennych w 1939 roku. 
W 1945 uruchomiono filię spółdzielni w Krakowie przy ul. Floriańskiej. 25 lutego 1946 roku powrócono do nazwy Związek Pszczelarzy Spółdzielnia z o. u. Równolegle postępował proces wyraźnej centralizacji spółdzielni, aż w końcu uległa ona pełnemu upaństwowieniu, co w praktyce oznaczało prawie 8-letni okres zawieszenia działań spółdzielczych. Dopiero w roku 1957 udało się przywrócić formy spółdzielcze, jednakże znacznie już okrojone. 
W maju 1957 roku Spółdzielnia wznowiła działalność pod nazwą Okręgowa Spółdzielnia Pszczelarska w Lublinie. W kraju powołano trzy tego typu jednostki – w Lublinie, Krakowie i Poznaniu. Zaplecze produkcyjne zostało ustalone centralnie. Spółdzielni przyznano teren województw: białostockiego, lubelskiego, olsztyńskiego i warszawskiego. 
W kwietniu 1963 roku wmurowano akt erekcyjny pod budowę nowego zakładu przetwórczego. W roku 1967 nastąpiła przeprowadzka do nowo zbudowanego obiektu. Inwestycja została zrealizowana w dzielnicy Wrotków przy ul. Diamentowej 23, obecnej siedzibie APIS-u. 50% sprzedaży była eksportowana, głównie do RFN, NRD i Czechosłowacji. 
Po reformie administracyjnej z 1975 r., dotychczasowy teren działania Spółdzielni obejmujący 4 województwa, został rozdrobniony na 14 województw, które nie w każdym przypadku pokrywały się z granicami likwidowanych województw. Nowa lista województw przyznanych do obsługi Okręgowej Spółdzielni Pszczelarskiej obejmowała: bialskopodlaskie, białostockie, ciechanowskie, chełmskie, lubelskie, łomżyńskie, ostrołęckie, płockie, radomskie, siedleckie, skierniewickie, suwalskie, warszawskie, zamojskie. 
14 czerwca 1991 członkowie spółdzielni przywrócili dawną nazwę Spółdzielnia Pszczelarska "APIS".
W marcu 2004 roku zakupiono i uruchomiono nową linię do rozlewu miodów pitnych. 20 maja została ostatecznie zmieniona nazwa na obecną. W listopadzie 2004 roku spółdzielnia zdobyła certyfikaty w zakresie projektowania, produkcji i sprzedaży miodów pitnych, skupu, standaryzacji i sprzedaży miodów naturalnych z zachowaniem wymagań HACCP (ang. Hazard Analysis and Critical Control Point) oraz norm ISO 9001, W 2008 roku uzyskała certyfikat ISO 22000 Systemu Zarządzania Bezpieczeństwem Żywności.

## Rejestracja miodów pitnych w Unii Europejskiej
Spółdzielnia obok Krajowej Rady Winiarstwa i Miodosytnictwa (KRWiM) odegrała dużą rolę w rejestracji miodów pitnych. Starania dotyczyły nadania oznaczenia pochodzenia geograficznego produktów rolnych zgodnie z rozporządzeniem Rady (WE) nr 509/2006 z 20 marca 2006 roku w sprawie produktów rolnych i środków spożywczych będących gwarantowanymi tradycyjnymi specjalnościami.
28 lipca 2008 roku miody pitne zostały zarejestrowane jako Gwarantowana Tradycyjna Specjalność (ang.Traditional Speciality Guaranteed, TSG) na podstawie rozporządzenia Komisji Wspólnot Europejskich NR 729/2008. Zdefiniowano i zarejestrowano następujące nazwy zwyczajowe: półtorak, dwójniak, trójniak i czwórniak.

## Najważniejsze miody pitne APIS
- półtoraki: Jadwiga i Lubelski
- dwójniaki: Kurpiowski, Dominikański, Staropolski, Piastun
- trójniaki: Bernardyński, Piastowski, Apis, Stolnik, Podczaszy, Piastun
- czwórniak: Korzenny

## Miody pszczele APIS
- miód wielokwiatowy
- miód gryczany
- miód akacjowy
- miód spadziowy
- miód lipowy
- miód wrzosowy
- miód rzepakowy